# Індіан-Крік (Іллінойс)
Індіан-Крік (англ. Indian Creek) — селище (англ. village) в США, в окрузі Лейк штату Іллінойс. Населення — 536 осіб (2020).

## Географія
Індіан-Крік розташований за координатами 42°13′37″ пн. ш. 87°58′40″ зх. д. / 42.22694° пн. ш. 87.97778° зх. д. (42.227070, -87.977916).  За даними Бюро перепису населення США в 2010 році селище мало площу 0,67 км², уся площа — суходіл.

## Демографія
Згідно з переписом 2010 року, у селищі мешкали 462 особи в 166 домогосподарствах у складі 132 родин. Густота населення становила 694 особи/км².  Було 172 помешкання (258/км²).
Расовий склад населення:
| - 76,2 % — білих - 18,0 % — азіатів - 2,2 % — чорних або афроамериканців - 1,7 % — осіб інших рас |

До двох чи більше рас належало 1,9 %. Частка іспаномовних становила 6,7 % від усіх жителів.
За віковим діапазоном населення розподілялося таким чином: 24,5 % — особи молодші 18 років, 64,0 % — особи у віці 18—64 років, 11,5 % — особи у віці 65 років та старші. Медіана віку мешканця становила 39,8 року. На 100 осіб жіночої статі у селищі припадало 94,1 чоловіків;  на 100 жінок у віці від 18 років та старших — 87,6 чоловіків також старших 18 років.
Середній дохід на одне домашнє господарство  становив 161 569 доларів США (медіана — 140 313), а середній дохід на одну сім'ю — 169 032 долари (медіана — 141 000). За межею бідності перебувало 1,6 % осіб, у тому числі 0,0 % дітей у віці до 18 років та 1,7 % осіб у віці 65 років та старших.
Цивільне працевлаштоване населення становило 297 осіб. Основні галузі зайнятості: освіта, охорона здоров'я та соціальна допомога — 23,9 %, роздрібна торгівля — 17,8 %, фінанси, страхування та нерухомість — 14,8 %, науковці, спеціалісти, менеджери — 13,8 %.